# Малышев, Борис Михайлович
Борис Михайлович Малышев (23 июля 1923, Инза, Симбирская губерния — 29 июля 1985, Москва) — советский учёный в области механики.

## Биография
Родился в семье сапожника. В 1941 году окончил среднюю школу.
В июле 1941 года был призван в Красную Армию и направлен на учёбу в военно-авиационную школу первоначального обучения пилотов. С января по май 1942 года учился в Вольской школе авиамехаников, затем был направлен на учёбу в 33-й запасной артиллерийский полк. Участник Великой Отечественной войны. С июля 1942 года, находясь в составе 72 отдельного гвардейского миномётного дивизиона, принимал участие в боевых действиях — в летнем наступлении на Западном фронте, в Сталинградской битве, в боях на Орловском направлении. 14 июля 1943 года был тяжело ранен. 30 июля 1943 года награждён медалью «За боевые заслуги» (был представлен к ордену «Красная Звезда»). После длительного лечения в военном госпитале в 1944 году демобилизовался. Ст. сержант артиллерист.
Осенью 1944 года поступил на механико-математический факультет МГУ.
Окончил механико-математический факультет МГУ (1949, с отличием), однокурсниками были А. М. Васильев, В. С. Рябенький, Г. Г. Черный, В. А. Якубович, Л. И. Камынин, будущая жена Герой Советского Союза Е. Пасько. Получил рекомендацию в аспирантуру, кандидат наук (1952).
С первых дней организации НИИ механики МГУ (1959) работал в нём, старший научный сотрудник, заведующий лабораторией изучения механических свойств материалов (1961—1976). В период, предшествующий организации Института, и в начальный период его существования проводил большую организаторскую работу по завершению строительства институтского здания и оснащению его лабораторий оборудованием.
В 1967 году защитил докторскую диссертацию «Экспериментальные исследования по динамике деформирования и разрушения твердых тел», в 1969 году ему было присвоено звание профессора.

## Научные интересы
Распространение упругих и упруго-пластических волн в телах, динамическая устойчивость, пластическое течение, усталостные изменения конструкций.

## Семья
Жена — преподаватель МВТУ, в годы войны — легендарный боевой лётчик, Герой Советского Союза Е. Б. Пасько (1919—2017)